# Tux
Tux er navnet på en pingvin, som er Linux' officielle logo og maskot. Tux er skabt af Larry Ewing med programmet "GIMP" efter idé af Linus Torvalds, skaberen af Linux.
Kanalen Cartoon Network har sendt et program ved navn "Jimmys skøre verden", (Originaltitel: Out of Jimmy's Head), hvor man ser pingvinen Fix, i en birolle. Fix, eller Tux, som han hedder i den originale version af serien, spiller en rolle som en af de tegnefilmsfigurer som vores hovedperson Jimmy, tilsyneladende er den eneste der kan se.